# Robert de la Marck
Robert de la Marck (Sedan, 1491 – Longjumeau, 1537) è stato un militare e storico francese, signore di Fleuranges e maresciallo di Francia.

## Biografia
Figlio di Robert II de La Marck, Duca di Bouillon, Signore di Sedan e Fleuranges, detto Il cinghiale delle Ardenne e autonominatosi "Il giovane avventuriero", fu uno dei più stretti compagni di Francesco I, negli ultimi anni di vita di Luigi XII, e gli rimase vicino anche dopo che Francesco salì al trono.
Una predilezione per le esercitazioni militari si manifestò in lui già dai primi anni, e all'età di dieci anni fu inviato alla corte di Luigi XII, e posto a capo del conte di Angoulême, divenuto poi re Francesco I. A vent'anni sposò una nipote del cardinale d'Amboise, ma dopo tre mesi abbandonò la sua casa per arruolarsi nell'esercito francese destinato ad operare nel milanese. Con una manciata di soldati si gettò nella mischia a Verona, tenuta sotto assedio dai veneziani, ma per il protrarsi dell'assedio, impaziente di svolgere un servizio più attivo, si riunì all'esercito. Prese poi parte al sollevamento di Mirandola, assediata nell'inverno 1510-1511 dalle truppe pontificie di Papa Giulio II e ad altre azioni militari.
Nel 1512 fu mandato in Fiandra a rilevare un corpo di 10 000 uomini, al comando del quale, sotto il padre, tornò in Italia nel 1513, assediando Alessandria e assaltando vigorosamente Novara. Ma i francesi furono sconfitti, e de la Marck riuscì a salvarsi, avendo ricevuto più di quaranta ferite. Venne inviato dal padre a Vercelli, e da lì a Lione.
Tornando in Italia con Francesco nel 1515, si distinse in varie vicende, e soprattutto a Marignano, dove gli fu ucciso il cavallo, e contribuì così fortemente alla vittoria dei francesi che il re lo investì cavaliere con la propria mano. Prese poi Cremona e fu richiamato a casa dalla notizia della malattia del padre. Nel 1519 fu mandato in Germania con il difficile incarico di indurre i principi elettori a votare a favore di Francesco come Imperatore del Sacro Romano Impero, ma senza riuscire nell'incarico. La guerra in Italia si riaccese ed egli accompagnò il re combattendo a Pavia nel 1525 e fu fatto prigioniero assieme allo stesso Francesco I. L'imperatore, irritato dalla defezione di suo padre, Robert II, lo mandò al confino in Fiandra, dove rimase per alcuni anni.
Durante la prigionia fu nominato maresciallo di Francia e impiegò il tempo libero a scrivere la sua Histoire des choses mémorables advenues du règne de Louis XII et de François I, depuis 1499 jusqu'en l'an 1521. In questa opera egli designa se stesso  giovane avventuriero. In essa dà molti curiosi e interessanti dettagli del tempo, scrivendo solo di ciò che aveva visto, e in uno stile molto semplice ma vivace. Il libro fu pubblicato nel 1735, da Abbé Lambert, che aggiunse note storiche e critiche, ed è stato ristampato in diverse edizioni. L'ultima occasione in cui fu impegnato in servizio attivo fu la difesa di Péronne, assediata dal conte di Nassau nel 1536. L'anno successivo, saputo della morte di suo padre, partì da Amboise per la sua tenuta di La Marck, ma fu colto da malattia a Longjumeau e morì nel dicembre 1537.